# Armadura de Fernando I, Sacro Emperador Romano
La Armadura del Emperador Fernando I es una armadura de placas creada en Núremberg por el armero Kunz Lochner en 1549 para Fernando I, futuro Sacro Emperador Romano. Fue una de las varias armaduras hechas para el emperador Fernando durante las guerras de la Reforma y el conflicto con los otomanos. La armadura grabada pero funcional es pensada por los eruditos para simbolizar y documentar el papel de los monarcas católicos de los Habsburgo como guerreros en los campos de batalla literales e ideológicos de Europa. 

## Simbolismo

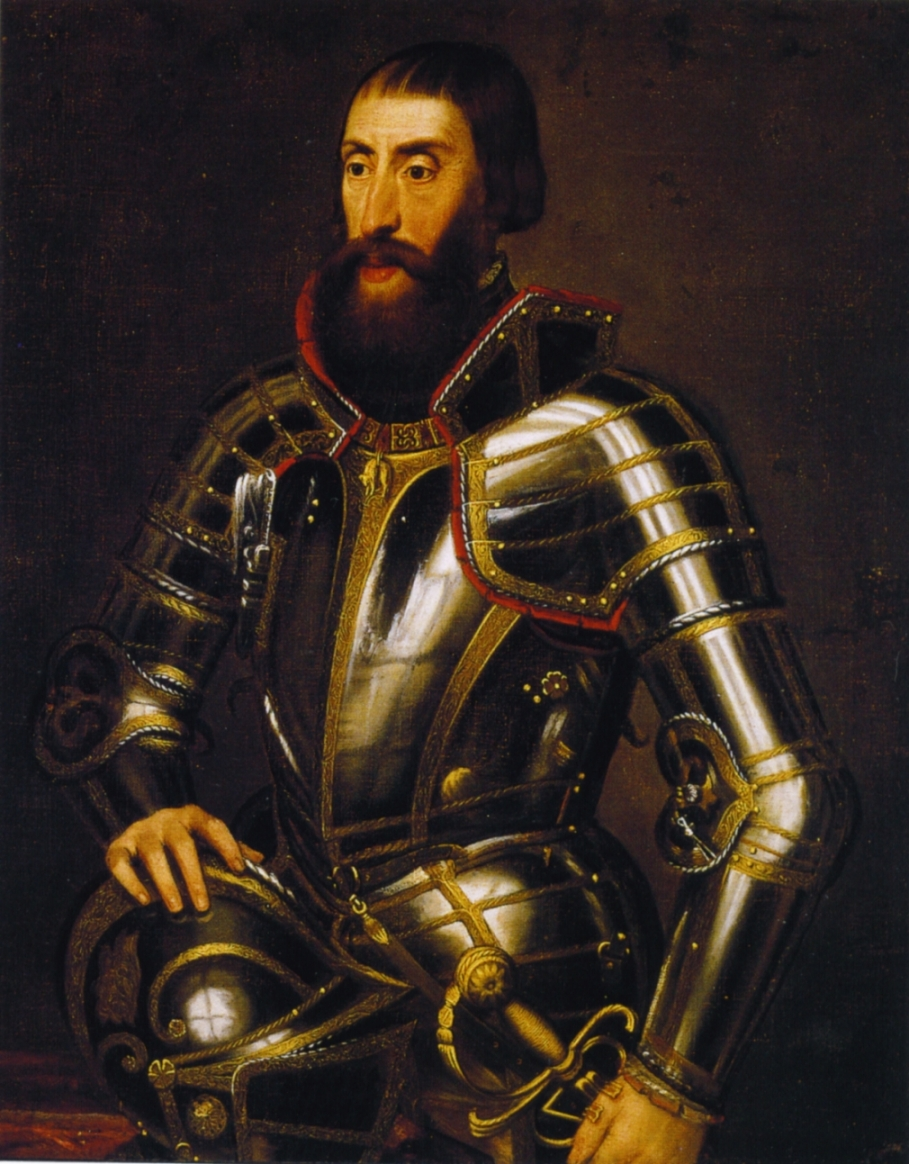
Emperador Fernando I.

La armadura está dominada por el grabado simbólico de la Virgen y el Niño como Mujer del Apocalipsis sobre una luna creciente en el peto, haciéndose eco del diseño de una armadura de su hermano Carlos V que se encuentra en la Armería Real de Madrid .  En la placa posterior presenta, un Eslabón, un emblema de Borgoña originado por Felipe el Bueno, se sienta en una cruz de ramas cruzadas bajo San Pedro y San Pablo en configuraciones arquitectónicas.
En función, es una pieza de trabajo de armadura de campo (feldküriß o feldharnisch) destinada a uso militar, en lugar de armadura de desfile, y la técnica de grabado permitió la elaboración y complejidad en su diseño, sin disminuir las capacidades defensivas de la pieza.
Fernando en ese entonces Rey de los romanos (el heredero aparente a su hermano Carlos V, Sacro Emperador Romano) está simbolizado por la Reichsadler coronada en la punta del escarpe que cubre sus pies.
La armadura está claramente marcada con la marca "N" para Nuremberg y el escudo de armas de la ciudad, y también tiene la fecha "1549" incluida tres veces en la decoración grabada. Estas y las figuras fantásticas, dispuestas en bandas triples imitativas de un doblete español, la voluta llenada con tritones y otras criaturas, sugieren a Lochner como el armero.

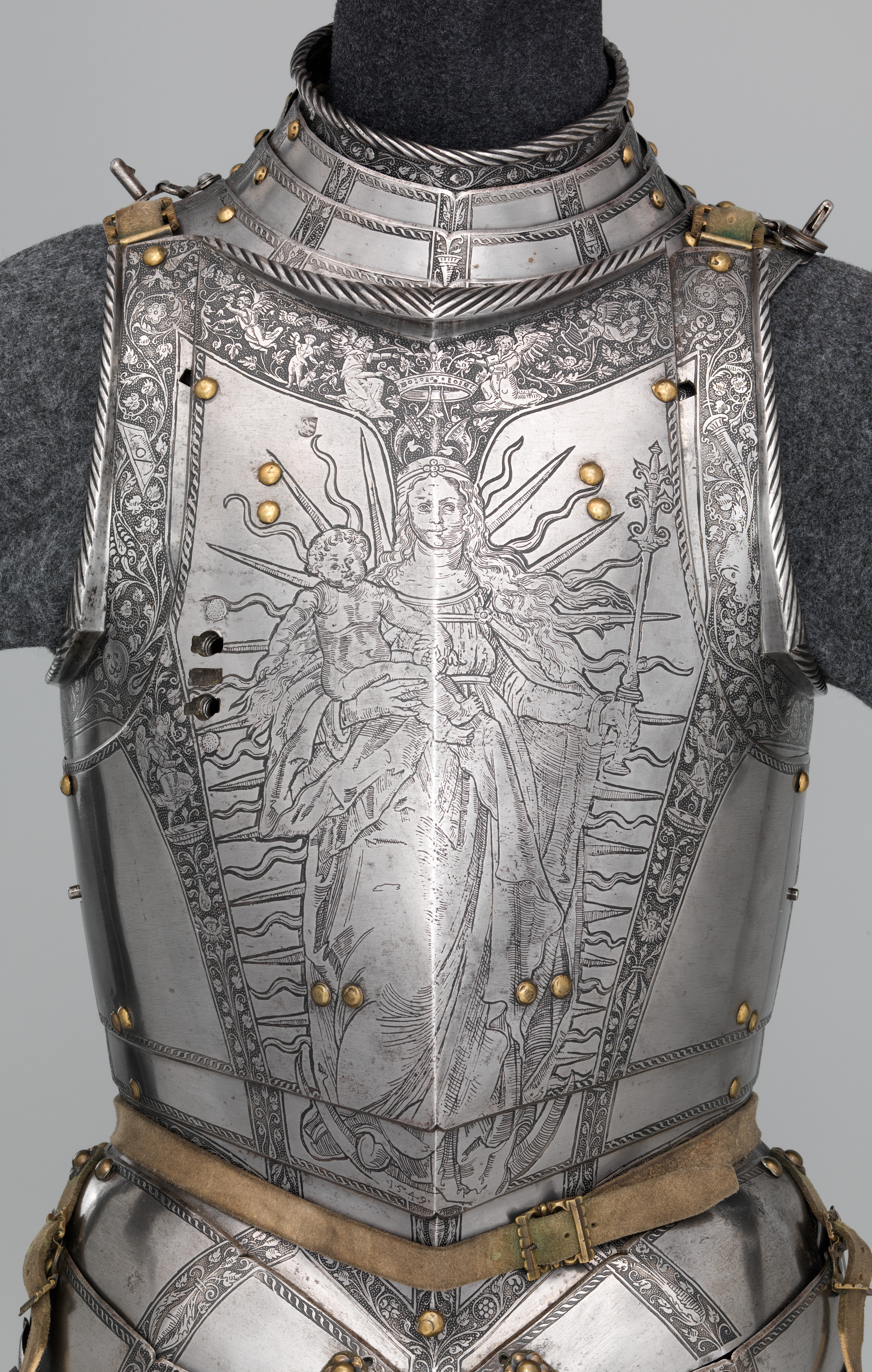
Peto
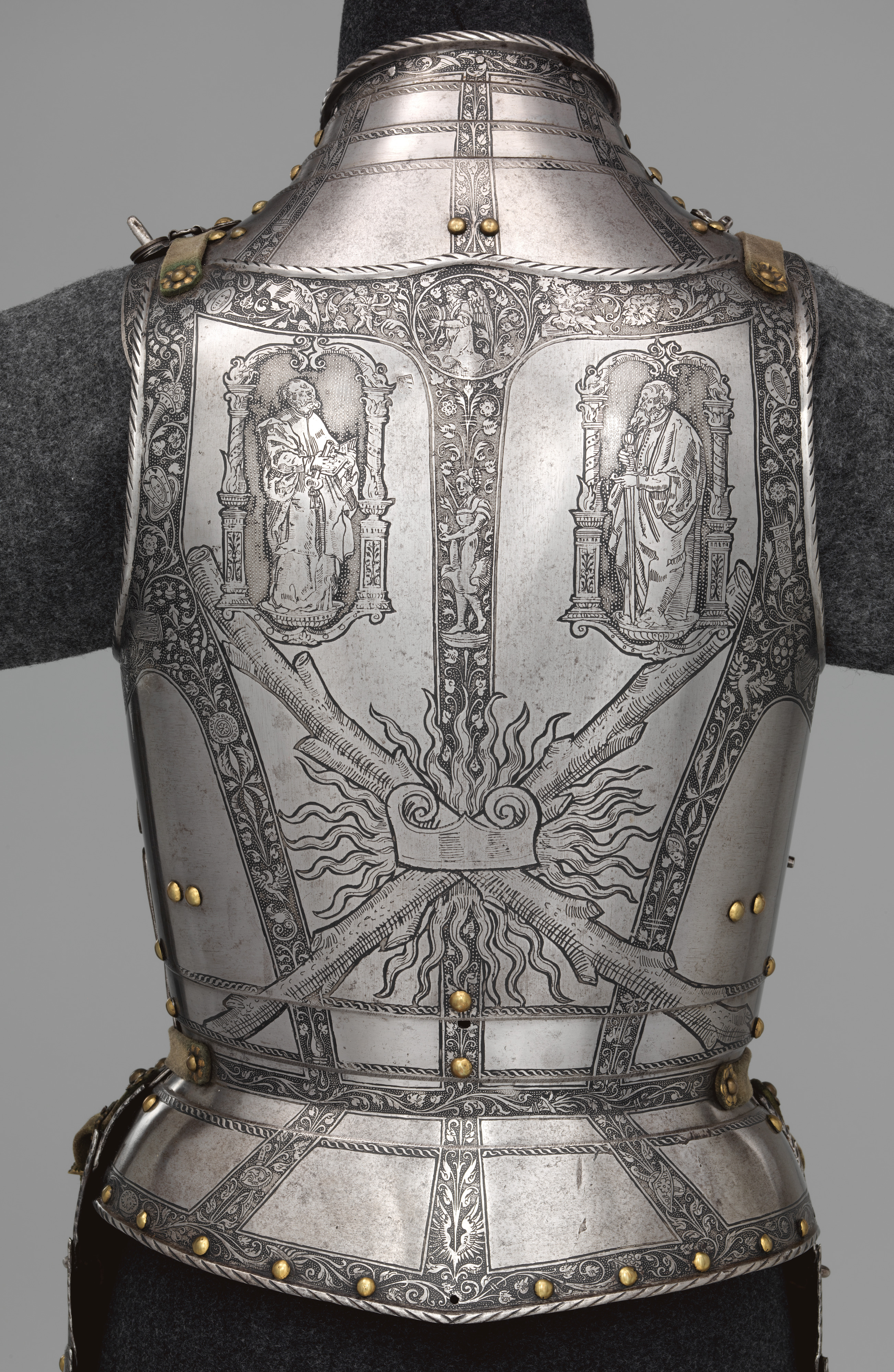
Espaldar
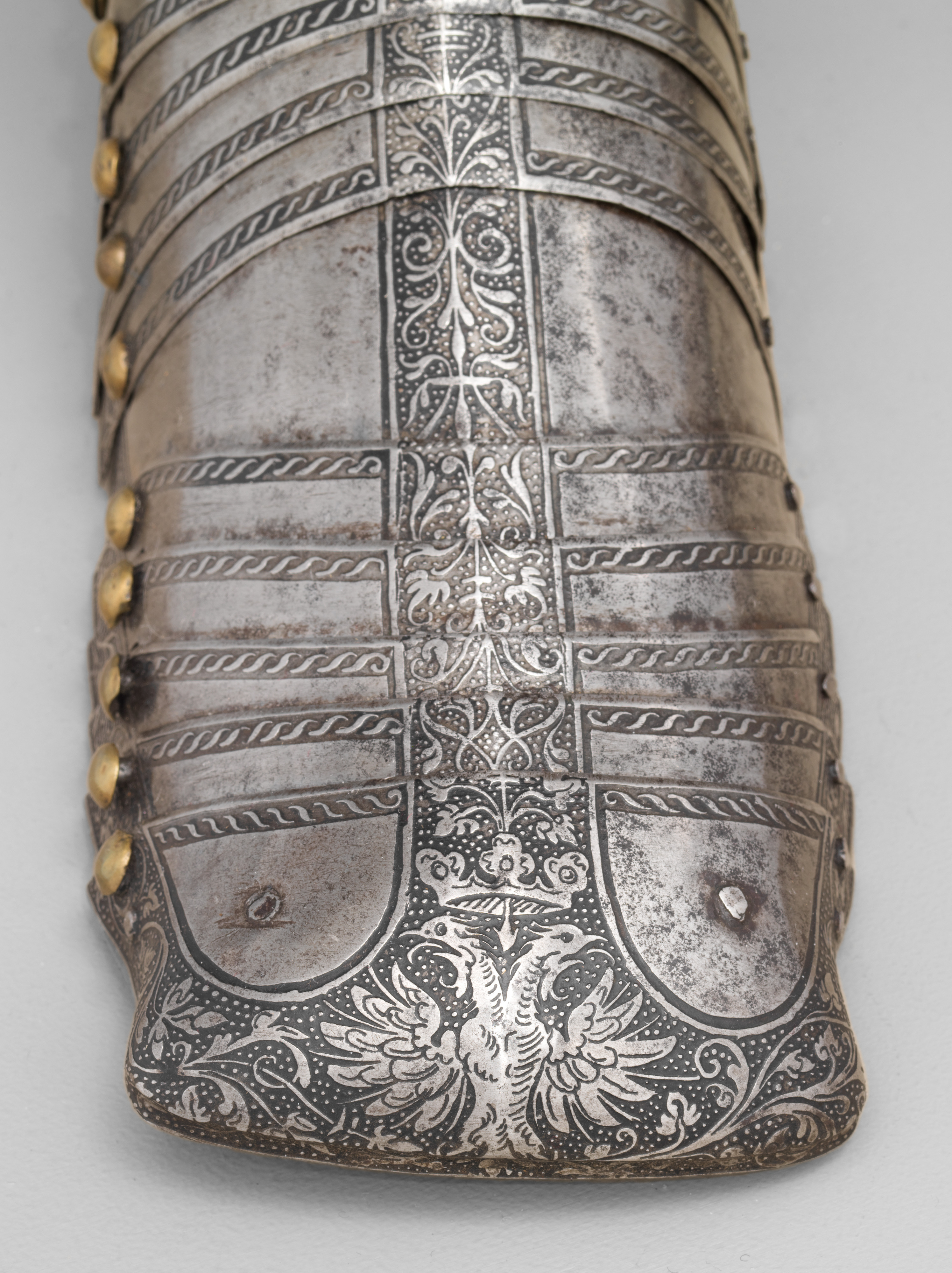
Escarpe

## Procedencia

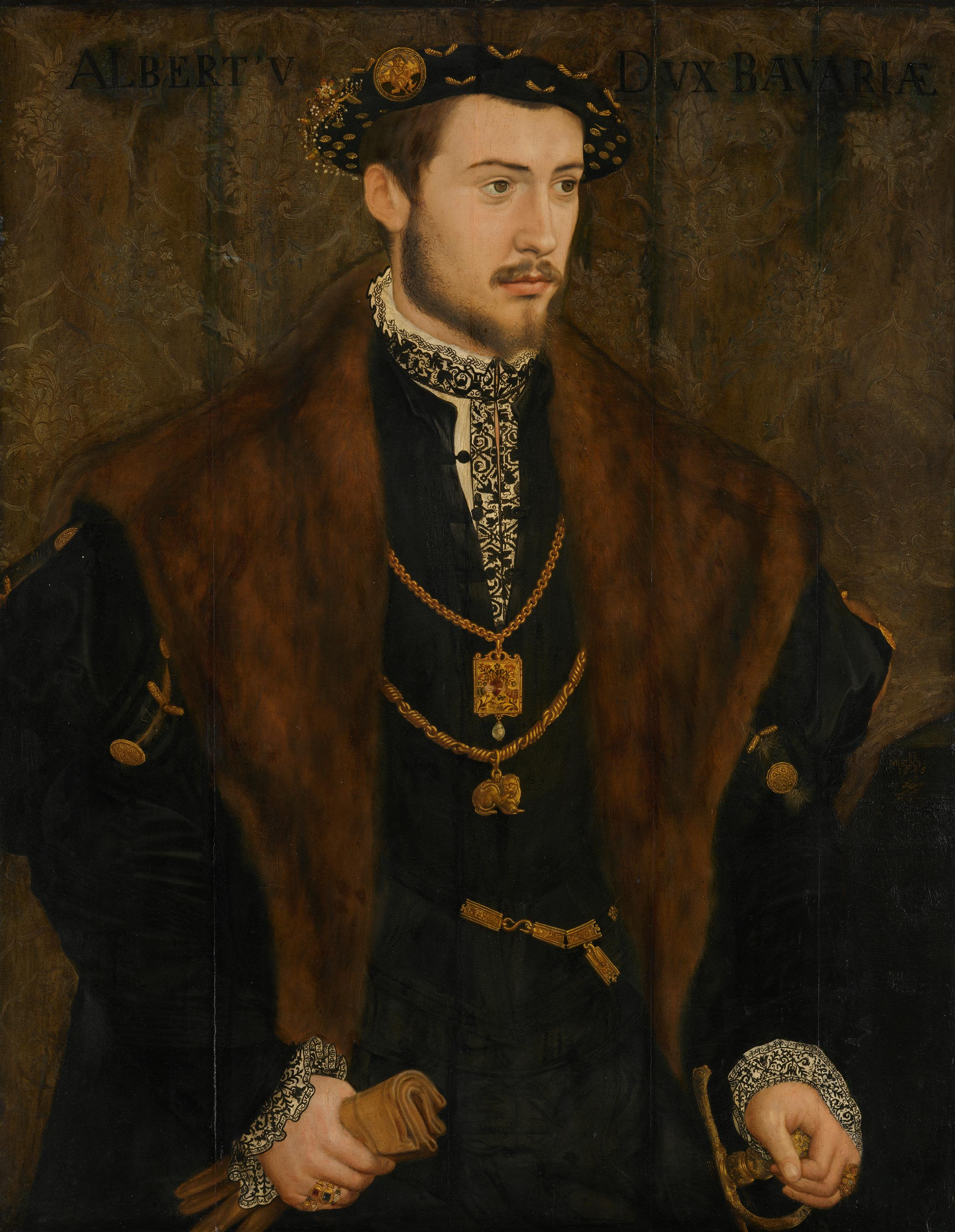
Se cree que la armadura perteneció durante muchos años al yerno de Fernando, Alberto V de Baviera.

La armadura fue adquirida por el coleccionista alemán Franz, conde de Erbach-Erbach en el siglo XIX (se añadió un casco borgoñota no originario en esta época) y luego se pensó que era la de Alberto V, duque de Baviera (el hijo de familia política de Fernando), mantenida por Franz y sus herederos en el castillo de Erbach, y actualmente se encuentra en la colección del Museo Metropolitano de Arte.
La identificación como la armadura de Fernando I fue hecha por primera vez por el director de la armería en el Kunsthistorisches Museum, sobre la base de la ligera constitución del portador y su altura relativamente corta (no más de 5'7 "o 170 cm), hacia atrás, cintura delgada y brazos largos, la similitud con sus otras armaduras documentadas, y lo más importante es el Reichsadler en los escarpes. Cuando la identificación se hizo inicialmente con Alberto V, se asumió que se hizo para él cuando era joven, ya que aumentó de peso en su vida posterior. Alberto también era un miembro de la Orden del Vellocino de Oro, y las insignias imperiales se podían ver como representando de su matrimonio con la hija de Fernando.